# Attila (Automarke)
Attila war eine britische Automarke.

## Unternehmensgeschichte
Das Unternehmen Hunslet Engine Company in Leeds (Ortsteil Hunslet) existierte bereits seit 1864 und stellte Lokomotiven her. 1903 begann die Produktion von Automobilen. Der Markenname lautete Attila. 1906 endete die Produktion.

## Straßenfahrzeuge
Im Angebot stand nur ein Modell. Besonderheit war der Dreizylindermotor, der 20 PS leistete. 1905 wurde auf einer Ausstellung in Islington ein 4-Tonnen-Nutzfahrzeug präsentiert. Ein Dreizylindermotor mit 120 mm Bohrung, 120 mm Hub, 4071 cm³ Hubraum und ebenfalls 20 PS Leistung trieb das Fahrzeug an.